# Nobsa
Nobsa è un comune della Colombia facente parte del dipartimento di Boyacá.
Il centro abitato venne fondato da Jeronimo Holguin e Misael Millan nel 1593.